# Ejlert Bjerke
Ejlert Bjerke (14. marts 1887 i Oslo-25. september 1963 smst.) var en norsk forfatter. Ejlert Bjerke skrev både romaner, digte, noveller, skuespil, essays og rejseskildringer. Han oversatte også værker af andre forfattere til norsk, blandt andet Johann Wolfgang von Goethe, Charles Dickens og Oscar Wilde. Ejlert Bjerke var far til forfatteren André Bjerke.

Ejlert Bjerke debuterede som forfatter med novellesamlingen Mennesker og fauner i 1909.

## Værker

### Skønlitteratur

#### Romaner
- 1914 Livsfyrsten
- 1917 Sværmere i solen

#### Novellesamlinger
- 1909 Mennesker og fauner: syv skisser
- 1910 Frie fugle
- 1918 Meteorer
- 1931 Het jord

#### Digtsamlinger
- 1911 Fløjtefærder : dikte

#### Skuespil
- 1911 Hjørnestene: drama i fire handlinger
- 1912 Ung sejlads: skuespil i fire handlinger
- 1915 Marmoret som sov
- 1919 Purpurkappen
- 1925 Under kundskapens træ: komedie i tre akter

#### Hørespil
- 1927 Høk over Hök
- 1929 Sensommeridyll
- 1930 Det nye logi
- 1937 Gjennem ilden til stjernene
- 1945 Før man styrter seg i Seinen

### Sagprosa

#### Rejseskildringer
- 1913 Judea drømmer
- 1922 Skiftende kyster
- 1927 Tre horisonter

#### Essaysamlinger
- 1920 Molok

### Andre/uklassificerede
- 1916 Den sunkne lotus : egyptisk krøniker
- 1921 Demon
- 1924 Gjøglere: de samfundsløse
- 1925 Fantaster
- 1926 Allahs tjenere
- 1930 Villnisset
- 1937 Kjærlighetens legende

## Eksterne kilder og henvisninger
- SAMBOK Arkiveret 1. december 2008 hos  Wayback Machine, katalog for de norske fag-, fylke- og folkebibliotekene.
- Deichmanske biblioteks katalog. Arkiveret 28. september 2007 hos  Wayback Machine
- Digitaliserede bøger af Ejlert Bjerke Arkiveret 23. september 2014 hos  Wayback Machine fra Nasjonalbiblioteket.